# Dusona pahalgamensis
Dusona pahalgamensis är en stekelart som beskrevs av Gupta 1977. Dusona pahalgamensis ingår i släktet Dusona och familjen brokparasitsteklar. Inga underarter finns listade i Catalogue of Life.